# Robert Choquette
Pour les articles homonymes, voir Choquette.
Robert Choquette est un poète, romancier, scénariste et diplomate québécois, né le 22 avril 1905 à Manchester (New Hampshire) et mort le 22 janvier 1991 à Montréal (Québec).

## Biographie
Né en 1905 à Manchester (New Hampshire) de parents immigrés aux États-Unis au début du siècle, il grandit à Montréal. En effet, après le décès de sa mère en 1913, la famille qui compte cinq enfants s'établit dans le quartier montréalais de Côte-des-Neiges.
Il étudie au Collège Notre-Dame, puis au Collège Saint-Laurent, où il se découvre un talent de poète. Il est influencé très jeune par Alphonse de Lamartine. En 1925, il publie À travers les vents, un recueil de poésie pour lequel il obtient le prix David en 1926.
Le 3 février 1927, il envoie une première lettre à Louis Dantin dans laquelle il lui demande son avis sur ses plus récents poèmes. Leur correspondance, composée de 36 lettres écrites par Choquette et de 38 lettres de Dantin, peut être consultée dans le fonds d'archives Robert-Choquette.
En 1930, il occupe le poste de secrétaire-bibliothécaire à l'École des beaux-arts de Montréal.
En 1931, il débute à CKAC comme scripteur de sketches. Il maîtrise rapidement le genre et écrit, entre 1931 et 1939, pour une dizaine d'émissions radiophoniques.
Il reçoit à nouveau le prix David en 1932, ex aequo avec Alfred DesRochers pour son recueil de poésie Metropolitan museum.
En 1935, Choquette lance le premier feuilleton radiophonique québécois Le Curé de village (1935-1938), qui connaît une version pour le cinéma en 1949. Suivent La Pension Velder (1938-1942) et Métropole (1943-1956) qui forment une vaste fresque de la société urbaine montréalaise.
Entre 1957 et 1961, il adapte La Pension Velder pour la Télévision de Radio-Canada qui intègre souvent des situations empruntées à Métropole.
Son œuvre poétique s'enrichit en 1953 du recueil Suite Marine.
Diplomate, il est consul-général du Canada à Bordeaux (1964-1968) et ambassadeur en Argentine, en Uruguay et au Paraguay (1968-1970).
Il occupe aussi la présidence de la Société des écrivains canadiens (1971-1973) et celle de l'Académie canadienne-française (1974-1980).
Parmi les écrivains de sa génération, il se classe comme l'un des auteurs les plus perspicaces et les plus prolifiques du Québec. L'ampleur de son œuvre tout autant que la diversité des genres qu'il a pratiqués témoignent de la fascination que l'écriture a exercée sur lui.
En comparaison des œuvres radiodiffusées entre les années 1930 et 1970, les œuvres publiées sont une infime partie de la production de Choquette. On évalue en effet la quantité totale de ces textes (pour la radio et la télévision seulement) à environ 50 000 pages
Il est reconnu aussi pour avoir été le premier au Québec à avoir intégré le phénomène urbain dans ses feuilletons pour la radio.
Sa sépulture est située dans le cimetière Notre-Dame-des-Neiges, à Montréal.

## Archives
Le fonds d'archives de Robert Choquette est conservé au centre d'archives de Montréal de Bibliothèque et Archives nationales du Québec.

## Œuvre

### Poésie
- 1925 : À travers les vents
- 1931 : Metropolitan Museum
- 1933 : Poésies nouvelles
- 1953 : Suite marine

### Romans
- 1927 : La Pension Leblanc
- 1941 : Les Velder
- 1958 : Élise Velder
- 1989 : Le Cheval diabolique

### Feuilleton radiophonique
- 1934 : Le Fabuliste La Fontaine à Montréal
- 1935 - 1938 :  Le Curé de village
- 1938 - 1942 : La Pension Velder
- 1943 - 1956 : Métropole

### Téléroman
- 1955 - 1957 : Quatuor (téléthéâtre, 17 épisodes)
- 1957 - 1961 : La Pension Velder
- 1976 - 1977 : Quinze ans plus tard

### Scénario (film)
- 1936 : Santé et bonheur, documentaire, ONF
- 1949 : Le Curé de village
- 1951 : De père en fils, texte, ONF

## Prix et distinctions
- 1926 - Prix David pour son recueil À travers les vents
- 1932 - Prix David ex aequo avec Alfred DesRochers pour son recueil de poésie Metropolitan museum.
- 1944 - Membre fondateur de l'Académie des lettres du Québec
- 1954 - Prix Ludger-Duvernay
- 1954 - Prix Auguste-Capdeville pour Suite marine
- 1968 -  Compagnon de l'Ordre du Canada[6]
- 1972 - Il reçoit un doctorat honoris causa de l'Université de Sherbrooke pour l'ensemble de son œuvre littéraire.
- 1989 -  Grand officier de l'Ordre national du Québec[7]

## Source
- Renée Legris, Robert Choquette, romancier et dramaturge de la radio-télévision, Fides, 1977.
- Renée Legris, Dictionnaire des auteurs du radio-feuilleton québécois, Fides, 1981.